# SN 2003ku
SN 2003ku – supernowa typu Ia odkryta 23 listopada 2003 roku w galaktyce A010836-0033. W momencie odkrycia miała maksymalną jasność 22,90m.